# 数据库连接
数据库连接(database connection)是数据库服务器与客户端之间的通信联系。客户通过数据库连接发送命令、接收服务器返回的结果。 
IBM DB2, Microsoft SQL Server, Oracle, MySQL, PostgreSQL, 与Neo4j使用连接池技术来改善性能。
建造连接时，通常要提供一个驱动程序或provider与一个连接字符串。例如， Server=sql_box;Database=Common;User ID=uid;Pwd=password;.
一旦连接建立，它可以被打开、关闭、设置性质。  

### 引用
1. ↑  IBM Connection Pooling Support[永久]
2. ↑  .   [2018-11-08]. （原始内容存档于2016-05-14）.
3. ↑  .   [2018-11-08]. （原始内容存档于2011-11-14）.
4. ↑  .   [2018-11-08]. （原始内容存档于2016-03-20）.
5. ↑  .   [2018-11-08]. （原始内容存档于2020-04-13）.
6. ↑  . neo4j.com.   [2018-02-23]. （原始内容存档于2018-02-23）.